# Sampo
 For alternative betydninger, se Sampo (flertydig). (Se også artikler, som begynder med Sampo)
I finsk mytologi er Sampo en magisk genstand, der er beskrevet på mange forskellige måder. Det er gennemgående, at Sampoen er skabt af smeden Ilmarinen, og at den bringer velstand og held til den, der har den i sin besiddelse. Sampoen kan ud af ingenting danne guld, salt og korn. Da Sampoen blev stjålet, blev Ilmarinens land ramt at hårde tider. Han sendte en ekspedition ud for at tage Sampoen tilbage, men i den efterfølgende kamp, blev den ødelagt og tabt i havet.

## I Kalevala
Sampoen er et vigtigt element i det finske nationalepos Kalevala. 